# クロウズ・フライ・ブラック
『クロウズ・フライ・ブラック』（Crows Fly Black）は、タロットのアルバム第7作目。2010年発表。フィンランドで2006年10月27日リリース。

## 収録曲[1]
1. クロウズ・フライ・ブラック Crows Fly Black
2. トレイター Traitor
3. アッシュズ・トゥ・ザ・スターズ Ashes to the Stars
4. メッセンジャー・オブ・ゴッド Messenger of God
5. ビフォー・ザ・スカイズ・カム・ダウン Before the Skies Come Down
6. タイズ Tides
7. ブリーディング・ダスト Bleeding Dust
8. ユー You
9. ハウル！ Howl!
10. グレイ Grey

## チャート・トラジェクトリーズ[2]
| Position | 5 | 12 | 29 |  |  |  |  |  |  |  |  |  |  |  |  |  |  |  |  |  |

## 参加ミュージシャン
- Marco Hietala - ベース、アコースティックギター、ボーカル
- Zachary Hietala - ギター
- Janne Tolsa - キーボード
- Pecu Cinnari - ドラムス
- Tommi Salmela - サンプラー、ボーカル

## ゲストミュージシャン
- Emppu Vuorinen (Nightwish) - second part of solo on Traitor
- MC Raaka Pee (Turmion Kätilöt) - バッキングボーカル